# Вараце (Савона)
Вараце (итал. Varazze) је насеље у Италији у округу Савона, региону Лигурија.
Према процени из 2011. у насељу је живело 11534 становника. Насеље се налази на надморској висини од 73 м.

## Становништво
| 1931.  | 1936.  | 1951.  | 1961.  | 1971.  | 1981.  | 1991.  | 2001.  | 2011.  |
| ------ | ------ | ------ | ------ | ------ | ------ | ------ | ------ | ------ |
| 11.320 | 11.769 | 12.970 | 14.141 | 14.884 | 14.933 | 14.230 | 13.458 | 13.461 |